# Alec Chamberlain
Alec Francis Roy Chamberlain (* 20. Juni 1964 in Ramsey) ist ein ehemaliger englischer Fußball-Torwart.
Er begann seine Karriere 1981 bei Ipswich Town, kam dort aber nie zum Einsatz, bis er 1982 zu Colchester United wechselte. Dort blieb er fünf Jahre und sammelte Erfahrung. Dann wechselte er für 80.000 Pfund zum FC Everton, jedoch konnte sich dort nie gegen seinen dortigen Konkurrenten Neville Southall durchsetzen und wechselte nach einem Jahr zu Luton Town, wo er zum zweiten Mal in seiner Karriere als Stammtorhüter eingesetzt wurde.
1993 wechselte Chamberlain zu FC Sunderland, mit dem er in der Saison 1995/96 aufstieg. Trotzdem wechselte er im Sommer 1996 zum FC Watford, wo er noch bis zu seinem Karriereende spielte.